# Messiah (Stradivarius)
Pour les articles homonymes, voir Messiah (homonymie).
Le Messie est un violon de 1716 fabriqué par Antonio Stradivari à Crémone et propriété de l'Ashmolean Museum d'Oxford.
Le violon est resté dans l'atelier de Stradivari jusqu'en 1737, puis a été vendu par son fils Paolo au Comte Ignazio Alessandro Cozio di Salabue en 1775. Pendant un temps, le violon a porté le nom de Salabue. En 1827, il a été acheté par le violoniste et collectionneur Luigi Tarisio.
Vuillaume, luthier célèbre, espérait intensément posséder cet instrument. En vain semble-t-il, car le violoniste Français Delphin Alard (1815-1888), beau-fils de Vuillaume, rapporte qu'un jour, Vuillaume aurait dit à Tarisio : 
« Ah, votre violon est donc comme le Messie ; on l'attend toujours, et il ne paraît jamais ! . »
— Delphin Alard, Stradivarius, Dirk J Balfoort
D'où le nom que porte aujourd'hui ce violon.
De fait, Tarisio ne s'en est jamais séparé de son vivant et Vuillaume dut attendre sa mort pour acheter le précieux instrument avec le reste de la collection. Par la suite, il en fit une copie en 1860.
L'instrument a été légué par la famille Hill à l'Ashmolean Museum d'Oxford pour sa conservation comme « une référence pour la formation des futurs luthiers ». Le violon, rarement joué, est dans un état quasi neuf. Les qualités sonores de l'instrument ont été mises en doute comme conséquence des conditions du legs Hill. Toutefois, le violon a été joué par le célèbre violoniste Joseph Joachim, qui a déclaré dans une lettre de 1891 à Robert Crawford, à l'époque propriétaire du Messie, qu'il a été frappé par la douceur combinée à la grandeur de son. Nathan Milstein a joué dans la boutique des Hill avant 1940 et a décrit ce moment comme une expérience inoubliable. Ce violon est l'un des plus précieux de tous les instruments de Stradivari.
Par dendrochronologie, on a montré que la table du Messie a été fabriquée à partir du même arbre que celle d'un violon de P.G. Rogeri de 1710. Les chevilles et le cordier (qui montre la Nativité du Christ) ne sont pas d'origine, mais ont été ajoutés par Vuillaume.
L'authenticité du Messie a été mise en doute par Stewart Pollens, conservateur d'instruments de musique.